# Argentinas Grand Prix 1953
Argentinas Grand Prix 1953 var det första av nio lopp ingående i formel 1-VM 1953. Detta var det första F1-loppet som kördes i Argentina. 

## Resultat
- 1 Alberto Ascari, Ferrari, 8+1 poäng
- 2 Luigi Villoresi, Ferrari, 6
- 3 José Froilán González, Maserati, 4
- 4 Mike Hawthorn, Ferrari, 3
- 5 Oscar Gálvez, Maserati, 2
- 6 Jean Behra, Gordini
- 7 Maurice Trintignant, Gordini[2]
- = Harry Schell, Gordini[2]
- 8 John Barber, Cooper-Bristol
- 9 Alan Brown, Cooper-Bristol

### Förare som bröt loppet
- Robert Manzon, Gordini (varv 67, hjul)
- Juan Manuel Fangio, Maserati (36, transmission)
- Felice Bonetto, Maserati (32, transmission)
- Nino Farina, Ferrari (31, olycka)
- Carlos Menditéguy, Gordini (24, växellåda)
- Pablo Birger, Gordini (Simca-Gordini-Gordini) (21, differential)
- Adolfo Schwelm Cruz, Cooper-Bristol (20, hjul)